# Die Legende von Ochi
Die Legende von Ochi (Originaltitel The Legend of Ochi) ist ein US-amerikanischer Spielfilm aus dem Jahr 2025 des Regisseurs und Drehbuchautors Isaiah Saxon mit Helena Zengel, Finn Wolfhard, Emily Watson und Willem Dafoe. Premiere war am 26. Januar 2025 auf dem Sundance Film Festival 2025.

## Handlung
Das Mädchen Yuri wächst auf einer Insel im Schwarzen Meer auf, wo es neben Bären und Wölfen auch Ochis gibt. Die Ochis sind bläuliche Kreaturen und werden von den Inselbewohnern gefürchtet und gemieden.
Yuri freundet sich mit einem jungen Ochi an und entschließt sich, den Ochi zu seiner Familie zurückzubringen. Die anderen Inseleinwohner vermuten, dass Yuri von den Ochi entführt wurde, und sie nehmen die Suche nach ihr auf.

## Besetzung und Synchronisation
Die deutschsprachige Synchronisation übernahm die Cinephon. Dialogregie führte Hilke Flickenschildt, die auch das Dialogbuch schrieb.
| Rolle | Darsteller           | Synchronsprecher    |
| ----- | -------------------- | ------------------- |
| Yuri  | Helena Zengel        | Helena Zengel       |
| Maxim | Willem Dafoe         | Reiner Schöne       |
| Dasha | Emily Watson         | Sabine Falkenberg   |
| Ivan  | Razvan Stoica        | Melina Witez        |
| Oleg  | Carol Bors           | Jasper Holdt        |
| Pavel | Eduard Mihail Oancea | Jaron Müller-Schuch |
| Petro | Finn Wolfhard        | Oliver Szerkus      |

## Produktion
Der Film wurde von Agbo Productions und Neighborhood Watch Production produziert, als Produzenten fungierten Richard Peete, Traci Carlson, Isaiah Saxon und Jonathan Wang. Den Vertrieb übernahm A24.
Die Dreharbeiten fanden vom 1. November bis zum 15. Dezember 2021 in Rumänien statt, gedreht wurde in Siebenbürgen im Apuseni-Gebirge, am Bâlea-See und an der Transfogaraschen Hochstraße. Die Serviceproduktion in Rumänien übernahmen die Castel Film Studios.
Die Kamera führte Evan Prosofsky, die Musik schrieb David Longstreth, die Montage verantwortete Paul Rogers. Das Szenenbild gestaltete Jason Kisvarday und das Kostümbild Elizabeth Warn. Für Regisseur Isaiah Saxon, der zuvor Musikvideos unter anderem für Björk gedreht hatte, war der Film sein Spielfilmdebüt. In den USA erhielt der Film ein PG-Rating.

## Veröffentlichung
Premiere war am 26. Januar 2025 auf dem Sundance Film Festival 2025. In den USA war der Kinostart ursprünglich für den 28. Februar 2025 vorgesehen. Aufgrund der Waldbrände in Südkalifornien im Januar 2025, bei denen Isaiah Saxon sein Zuhause verlor, wurde der Kinostart auf den 25. April 2025 verschoben.
Der deutsche Kinostart war am 1. Mai 2025. Auf Blu-ray soll der Film am 28. August 2025 erscheinen.

## Musik
Soundtrack von David Longstreth
1. Prelude
2. The Library
3. The Hunt
4. Yuri Walks Across Town
5. The Barn
6. Checking the Traps
7. You’re Not Like They Say
8. Please Feed My Caterpillars
9. I Am Strong and Cool
10. The Dawn of Yuri's Quest
11. Kurkamart
12. Get Out of My Car
13. Petro on Horseback
14. The Pond
15. I Can Talk to You!
16. Wood Block Ceremony
17. Maxim Closing In
18. Joy, Pain, Excitement, Fear
19. The Showdown
20. Yuri and Young Ochi Reunion
21. Campfire
22. Boy Whistles
23. The River
24. Action at the River
25. Cavemouth
26. The Caves
27. Use My Axe
28. The Shrine (Introduction)
29. Ochisong Exaltation
30. The Shrine (Finale)
31. End Credits
32. Through the Long and Lonely Night (The Legend of Ochi)

## Rezeption
Janick Nolting vergab auf filmstarts.de vier von fünf Sternen. Es sei unglaublich, was mit einem Budget von nur etwa zehn Millionen Dollar auf die Leinwand gebracht wurde. Isaiah Saxon erzähle eine zeitlose Abenteuergeschichte über das Verhältnis des Menschen zur Natur und über Gewalt gegenüber dem Fremden. Die Produktion sei dabei vor allem tricktechnisch eine Augenweide und einer der stärksten Familienfilme der letzten Jahre.
Laut Chris Schinke (blickpunktfilm.de) habe der Film Kultpotenzial, mit einem erzählerischen, vor allem aber visuellen Einfallsreichtum, den es im Kino schon lange nicht mehr zu sehen gegeben habe. Gemeinsam mit Kameramann Evan Prosofsky und Szenenbildner Jason Kisvarday sei Regisseur Saxon ein kleines Gesamtkunstwerk voller nostalgischem Charme und gestalterischem Eigensinn inklusive unverkennbarer 80s-Vibes und Zitate gelungen.
Dani Maurer (4 von 6 Sternen) schrieb auf outnow.ch, dass die herzige Geschichte auf etwas entfernten Spuren von E.T. – Der Außerirdische wandle, aber nicht an dessen Qualität herankomme. Müsse er aber auch nicht, denn Regisseur Saxon setze nicht auf Action oder Slapstick, sondern nehme uns mit auf eine gefühlvolle und schon fast intim anmutende Reise, die er mit prächtigen Bildern und Tönen unterstreiche.
Birgit Roschy (3 von 5 Sterne) kritisierte die Produktion auf epd-film.de als schlampig vernähtes Patchwork aus interessanten Ideen und Bildern. In seinen kuriosen Details erinnere es an Spike Jonze und Michel Gondry. Die handgemachte Ästhetik bebildere eine Art überladenes Märchen.
Maxime Maynard bezeichnete den Streifen auf cineman.ch als Werk voller nostalgischer Stimmung und visueller Schönheit. Auch wenn die Geschichte wenig Überraschungen bereithalte, nehme der Film sein Publikum mit auf eine beeindruckende Reise voller Gefühl und Fantasie.
Oliver Armknecht bewertete den Film auf film-rezensionen.de mit sieben von zehn Punkten. Das Fantasyabenteuer erzähle grundsätzlich eine altbekannte Geschichte, verbunden mit einer simplen ökologischen Botschaft. Dies geschehe aber mit schrägem Humor und einer wahnsinnigen Optik, die dazu einlade, gemeinsam in dem seltsam entrückten Wunderwald verlorenzugehen.